# Petrocosmea grandifolia
Petrocosmea grandifolia là một loài thực vật có hoa trong họ Tai voi. Loài này được W.T. Wang miêu tả khoa học đầu tiên năm 1985.